# Aiken (Texas)
Aiken é uma comunidade não incorporada localizada no condado de Floyd, no estado norte-americano do Texas. Apesar de Aiken não ser incorporada, tem uma agência do correio, com o código postal 79221.